# 551 (szám)
Az 551 (római számmal: DLI) egy természetes szám, félprím, a 19 és a 29 szorzata.

## A szám a matematikában
A tízes számrendszerbeli 551-es a kettes számrendszerben 1000100111, a nyolcas számrendszerben 1047, a tizenhatos számrendszerben 227 alakban írható fel.
Az 551 páratlan szám, összetett szám, azon belül félprím, kanonikus alakban a 191 · 291 szorzattal, normálalakban az 5,51 · 102 szorzattal írható fel. Négy osztója van a természetes számok halmazán, ezek növekvő sorrendben: 1, 19, 29 és 551.
Középpontos tízszögszám.
Az 551 négyzete 303 601, köbe 167 284 151, négyzetgyöke 23,47339, köbgyöke 8,19818, reciproka 0,0018149. Az 551 egység sugarú kör kerülete 3462,03510 egység, területe 953 790,67122 területegység; az 551 egység sugarú gömb térfogata 700 718 213,1 térfogategység.